# Sara Canning
Sara Canning (ur. 14 lipca 1987 w Gander) – kanadyjska aktorka. Występowała w roli Jenny Sommers w serialu Pamiętniki wampirów.

## Życiorys
Przyszła na świat w Gander w Kanadzie jako córka Wayne’a i Daphne Canning. W dzieciństwie interesowała się łyżwiarstwem figurowym i teatrem. Studiowała w Vancouver Film School.
W 2008 roku zadebiutowała na ekranie rolą Nicky Hilton w filmie Gwiazda paparazzich: historia Paris Hilton. Później pojawiła się gościnnie w serialach Tajemnice Smallville oraz Kyle XY. Sławę przyniosła jej rola Jenny w serialu Pamiętniki wampirów opartym na serii książek pod tym samym tytułem autorstwa L.J. Smith. Zagrała tam ciotkę i opiekunkę głównej bohaterki Eleny (Nina Dobrev) oraz jej młodszego brata Jeremiego (Steven R. McQueen).

## Filmografia
- 2008: Gwiazda paparazzich: historia Paris Hilton (Paparazzi Princess: The Paris Hilton Story) jako Nicky Hilton
- 2009: Black Field jako Maggie McGregor
- 2009: Mroczne niebo (Black Rain) jako Jenny
- 2009: Come Dance at My Wedding jako Andrea Merriman
- 2009: W biały dzień (Taken in Broad Daylight) jako Anne Sluti; film TV
- 2009–2014: Pamiętniki wampirów (The Vampire Diaries) jako Jenna Sommers
- 2012–2013: Siły pierwotne: Nowy świat (Primeval: New World) jako Dylan Weir
- 2012: Prawo Hannah (Hannah's Law) jako Hannah Beaumont
- 2013: Raczej tak (I Think I Do) jako Audrey Ryan
- 2013: Nie ma tego złego... (The Right Kind of Wrong) jako Colette
- 2013: Garage Sale Mystery jako Hannah
- 2014: Remedy jako Melissa Conner
- 2014: I Put a Hit on You jako Harper

### Gościnnie
- 2008: Tajemnice Smallville (Smallville) jako Kat
- 2009: Kyle XY jako rudowłosa dziewczyna
- 2012: Nie z tego świata (Supernatural) jako Lydia
- 2013: King & Maxwell jako Claire Culpepper
- 2013, 2014: Republika Doyle’ów (Republic of Doyle) jako Jessica Dwyer
- 2018: Dawno, dawno temu (Once Upon a Time) jako Małgosia z Oz